# Ферапонтов Белозерский монастырь
Ферапо́нтов Белозе́рский Богоро́дице-Рожде́ственский монасты́рь — мужской монастырь Вологодской епархии Русской православной церкви, расположенный в селе Ферапонтово Кирилловского района Вологодской области; один из древнейших монастырей Русского Севера, основанный в XIV столетии. В течение 400 лет обитель являлась важнейшим культурным и религиозным просветительным центром Белозерского края. До нашего времени монастырь дошёл в строениях XIV—XVII веков и росписях прославленного иконописца Дионисия. Монашеская традиция в нём была прервана последствиями смены государственного строя в России в начале XX века. С советского времени в стенах Ферапонтова монастыря находится Музей фресок Дионисия — филиал Кирилло-Белозерского музея-заповедника. Сессия ЮНЕСКО внесла в 2000 году монастырь в список Всемирного наследия.

## Расположение
Монастырь, находящийся в 20 км на северо-восток от Кириллова и в 120 км на северо-запад от Вологды, выстроен на холме меж двух озёр — Ферапонтовского и Спасского, которые соединяет маленькая речка Паска. Само село Ферапонтово расположено, преимущественно, на противоположном от монастыря берегу реки. Монастырь доминирует над окружающей местностью, однако благодаря своим камерным размерам и изящному стилю он не подавляет величием, как его ближайший сосед — Кирилло-Белозерский монастырь.

## Архитектура, живопись

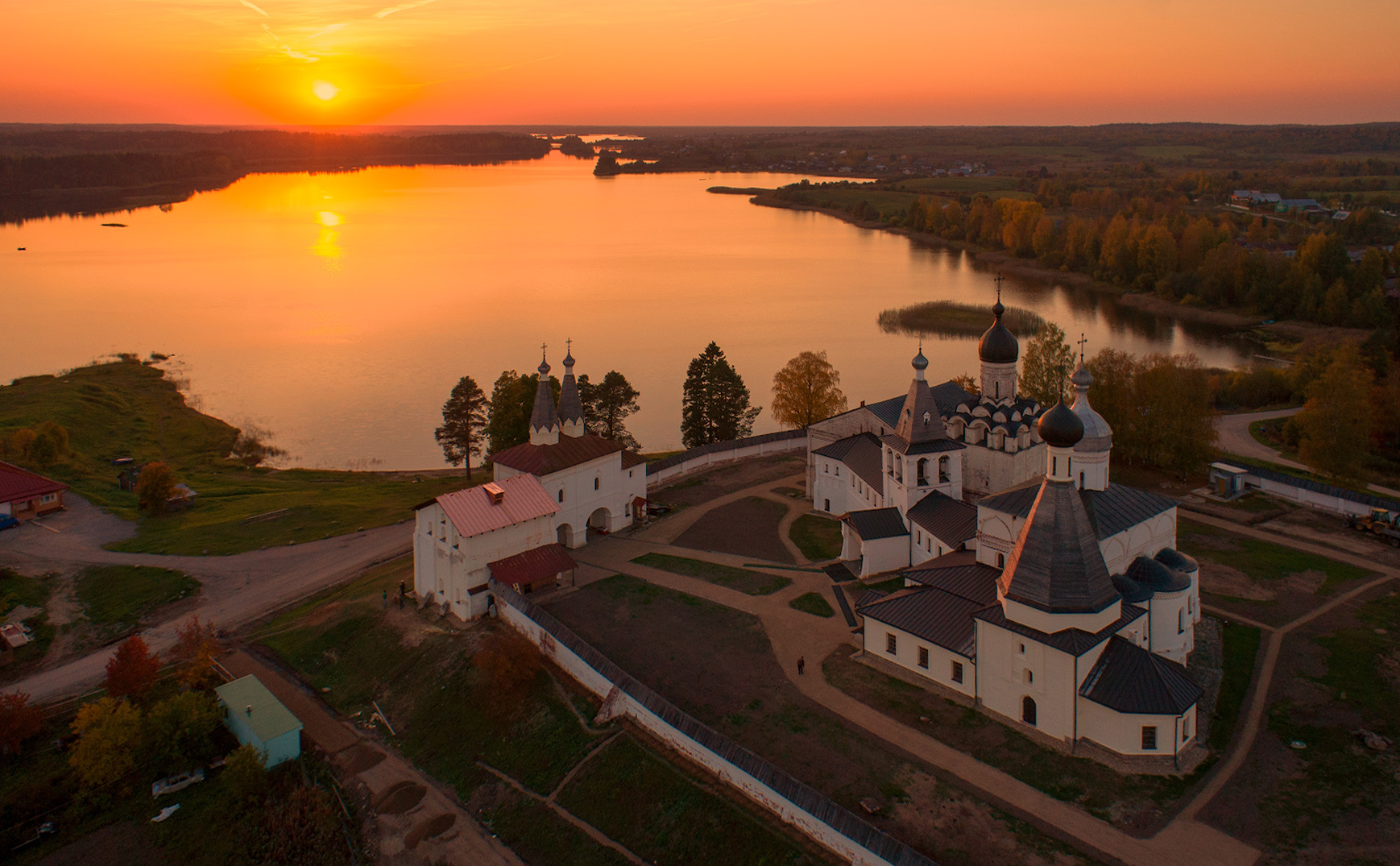
Ансамбль Ферапонтова монастыря

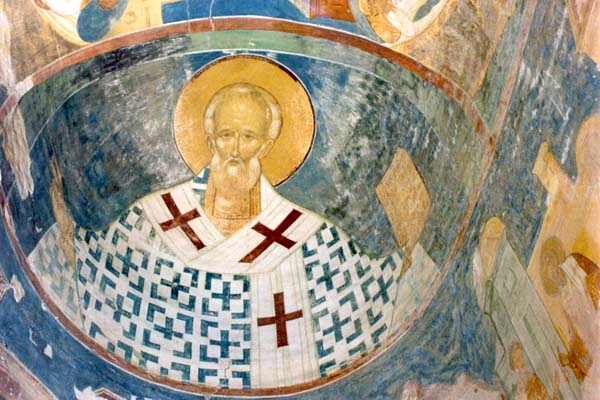
Собор Рождества Богородицы. Стенопись Дионисия (1502). Святитель Николай Чудотворец

Ансамбль Ферапонтова монастыря уникален по красоте, подлинности, согласованности архитектурных деталей разных столетий, объединяющих его в единое целое. Идея ансамбля — раскрытие в архитектурных и живописных образах темы Боговоплощения.
Особую значимость для русской и мировой культуры имеет собор Рождества Богородицы. Согласно тексту летописи на откосе северной двери он расписан Дионисием и его сыновьями с 6 августа по 8 сентября 1502 г. Это единственная сохранившаяся роспись выдающегося представителя московской иконописной школы, главного художника рубежа XV—XVI веков.
Площадь стенописи собора 600 м². Она является единственной документально подтверждённой росписью мастера. Индивидуальность настенной живописи Дионисия — в неповторимом тональном богатстве мягких цветов, ритмической гармонии многочисленных сюжетов в сочетании с архитектурными членениями собора. Особенности взаимосвязи между сюжетными циклами (Акафист Богородице, Вселенские соборы, Страшный суд и другие) и отдельными композициями как внутри собора, так и снаружи, колористическое многообразие и философская глубина определяют значение стенописи собора Рождества Богородицы. Среди памятников православного круга стенопись собора выделяет полная сохранность никогда не поновлявшейся авторской живописи.
Ферапонтов монастырь с росписью Дионисия является редким образцом сохранности и стилевого единства русского северного монастырского ансамбля XV—XVII веков, раскрывающего типичные особенности архитектуры времени формирования Русского централизованного государства. Ансамбль Ферапонтова монастыря — яркий пример гармоничного единения с практически не изменившимся с XVII века естественным окружающим ландшафтом, подчёркивающим особый духовный строй северного монашества, в то же время раскрывающим особенности хозяйственного уклада северного крестьянства.
Здания монастыря, единственные на Русском Севере, сохранили все характерные особенности декора и интерьеров. Ансамбль монастыря — единственный полностью сохранившийся в России от начала XVI века пример взаимодействия архитектуры и стенописи, созданной самым выдающимся мастером эпохи.

### Церкви и другие постройки
| Изображение | Элемент комплекса | Дата постройки                |
| ----------- | --- | ----------------------------- |
|             | Собор Рождества Пресвятой Богородицы | 1490 год                      |
|             | Церковь Благовещения Пресвятой Богородицы с трапезной палатой | 1530—1531 годы 1530—1534 годы |
|             | Колокольня | XVII век                      |
|             | Церковь преподобного Мартиниана | 1640—1641 годы 1640 год       |
|             | Церкви Богоявления Господня и преподобного Ферапонта над Святыми воротами | 1649 год                      |
|             | Казённая палата. Предназначалась для хранения документов монастыря — «великого государя жалованных грамот и заложных писем и всяких крепостей». Эти документы, а также монастырские описи находились здесь вплоть до закрытия обители. Самый древний каменный памятник гражданской архитектуры из сохранившихся на Русском Севере. | Середина XVI века (1530 год)  |
|             | Стены и башни ограды | 1870 год                      |

## История монастыря
Историческая значимость Ферапонтова монастыря, основанного в период расширения политического влияния Московского великого княжества, определяются его участием в узловых моментах эпохи становления Русского централизованного государства и тесно связана с основными историческими событиями, происходившими в Москве в XV—XVII веках. 

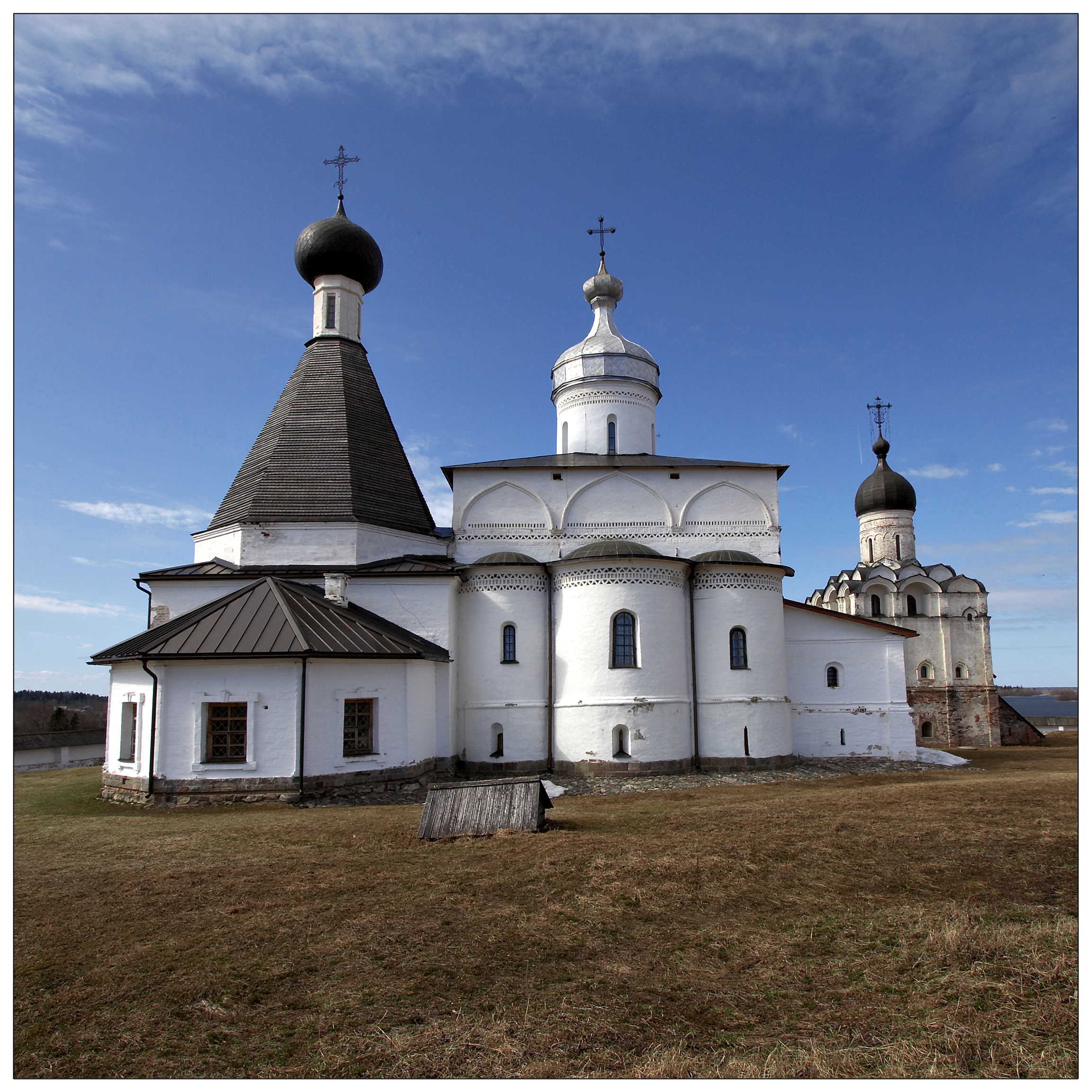
Собор Рождества Богородицы и шатровая церковь. Вид с востока

Монастырь был основан в 1398 году святым Ферапонтом. Будучи выходцем из боярского рода Поскочиных, Ферапонт постригся в монахи в московском Симонове монастыре, пришёл на Север вместе со своим другом и сподвижником святым Кириллом Белозерским, но не остался с ним на Сиверском озере, основав в 15 км от Кирилло-Белозерского монастыря свою обитель. Так же как и Кирилл, Ферапонт недолго оставался в одиночестве. Число иноков росло, они строили себе кельи, в 1409 году возвели деревянную церковь Рождества Богоматери, а немного позже — трапезную:156. Благодаря деятельности ученика Кирилла Белозерского преподобного Мартиниана Белозерского, по просьбе братии ставшего игуменом монастыря, Ферапонтов монастырь приобрёл широкую известность.
Наряду с Кирилло-Белозерским монастырём он стал традиционным местом поклонения и вкладов (в том числе земельных) многих представителей русской феодальной знати (Андрей и Михаил Можайские, Василий III, Иван IV и другие).
Из его стен на рубеже XV—XVI веков вышли видные иерархи русской церкви, активно участвовавшие во внутренней жизни страны — архиепископ Ростовский и Ярославский Иоасаф (Оболенский), епископ Пермский и Вологодский Филофей, епископ Суздальский Ферапонт. Здесь работали книгописцы Мартиниан, Спиридон, Филофей, Паисий, Матфей, Ефросин, иконописец Дионисий. Постриженником монастыря был преподобный Кассиан Грек, прибывший в Россию в составе свиты Софии Палеолог.
В то же время сюда ссылали крупных церковных деятелей, боровшихся за приоритет церковной власти в государстве (митрополит Спиридон-Савва, патриарх Никон).
Всё XVI столетие является периодом расцвета монастыря. Об этом свидетельствуют сохранившиеся вкладные и жалованные грамоты светских и духовных властей, прежде всего Ивана IV. В монастырь на богомолье приезжали Василий III и Елена Глинская, Иван IV. Вкладная книга монастыря, начатая в 1534 году, называет среди вкладчиков «князей Старицких, Кубенских, Лыковых, Бельских, Шуйских, Воротынских … Годуновых, Шереметевых» и других. Здесь же упоминаются епископы Сибирские, Ростовские, Вологодские, Белозерские, Новгородские.
С обретением мощей преподобного Мартиниана и последующей его канонизацией возросло внимание к монастырю, способствовавшее росту вкладов и доходов.
В 1490 году с постройки ростовскими мастерами первого каменного храма Белозерья, собора Рождества Богородицы, началось формирование каменного ансамбля Ферапонтова монастыря XV—XVII веков.
В XVI веке в монастыре построены монументальные церковь Благовещения с трапезной, казённая палата, служебные постройки — каменное сушило, гоственная палата, поваренная палата.

### Польско-литовское нашествие
Однако такой мощной крепостью, как Кирилловский, Ферапонтов монастырь так и не стал. Даже ограда его до XIX века оставалась деревянной. Именно из-за полного отсутствия каких бы то ни было укреплений монастырь в 1614 году был разорён польско-литовскими грабительскими отрядами. Заранее зная о нашествии, монахи успели спрятать наиболее ценные вещи. В результате польско-литовского разорения были сожжены кельи и ворота, разорены окрестные деревни и убиты местные жители.
Соседний Кирилло-Белозерский монастырь успешно отбил все атаки интервентов.
Ферапонтов монастырь был богатейшим вотчинником Белозерья. Ему в начале XVII в. принадлежали несколько сёл, около 60 деревень, 100 пустошей, более 300 крестьян.
Тяжёлое экономическое положение Белозерья в первой половине XVII в. отразилось и на Ферапонтовом монастыре. Только 25 лет спустя после нашествия было возобновлено каменное строительство:156. Оправившись после литовского разорения, в середине XVII в. монастырь возводит надвратные церкви на Святых вратах, церковь Мартиниана, колокольню.
Но и этот новый подъём в жизни обители не был долгим, во второй половине XVII века положение опять ухудшилось.
Отчасти это было связано с пребыванием здесь в ссылке бывшего патриарха Никона с 1666 по 1676 год.
Десятилетнее пребывание Никона в Ферапонтове было последним ярким событием в истории монастыря. Постепенно он беднел и приходил в запустение:156.
После екатерининского указа 1764 года о секуляризационной реформе принадлежащие монастырю земли с населёнными пунктами передавались в Государственную коллегию экономии.
В 1798 году Ферапонтов монастырь был упразднён указом Синода, а церкви стали приходскими. В XIX в., в приходской период, сузившуюся монастырскую территорию обнесли каменной оградой.
В 1903 году монастырь стараниями игуменьи Таисии (Солоповой) был возобновлён как женский, и действовал до 1924 года. Затем снова обращён в приход, и был закрыт полностью в 1936 году.
С 1975 года началось формирование современного музея, превратившегося в научно-исследовательский и просветительский центр, распространяющий знания об уникальных памятниках ансамбля Ферапонтова монастыря через разнообразные формы музейной работы.
В соответствии с экспертным решением от 2011 года о необходимости контроля над состоянием законсервированных росписей Дионисия, с 2012 по 2018 год осуществлялись консервационные мероприятия в северной, западной, южной и восточной частях четверика собора, а также в северной алтарной апсиде-жертвеннике. В 2018 году они продолжались в восточной и центральной апсидах. В апреле 2019 года Финансово-хозяйственное управление Московской патриархии сообщило о завершении работ по сохранению монументальной живописи XVI века.

## Ферапонтов монастырь и Русская православная церковь
Проекты возобновления «монашеского жительства» на исторической территории монастыря существуют уже много лет.
Ныне службы совершаются в надвратных церквях Ферапонтова монастыря, в летнее время — в церкви преподобного Мартиниана. Первое полноценное богослужение в соборе Рождества Богородицы за последние десятилетия было совершено 21 сентября 2016 года в престольный праздник Рождества Богородицы настоятелем архиерейского подворья. Русская православная церковь пока не рассматривает вопрос о службе в центральном соборе монастыря, расписанном Дионисием, как основной.
Епископ Вологодский и Великоустюжский Игнатий (Депутатов) определил с 8 июля 2014 года образовать православную религиозную организацию «Архиерейское подворье „Ферапонтов монастырь“ села Ферапонтово Кирилловского района Вологодской области Вологодской епархии Русской Православной Церкви (Московский Патриархат)».
16 июня 2018 года с предстоятельским визитом Ферапонтов монастырь посетил патриарх Московский и всея Руси Кирилл, высказавший пожелание возродить полноценную монашескую жизнь в стенах обители. Митрополит Вологодский и Кирилловский Игнатий, общаясь со СМИ, сообщил, что ничего точно о возрождении обители сказать нельзя, но если даже здесь будет открыт действующий монастырь, то это никак не будет препятствовать нахождению там же Музея фресок Дионисия. 15 октября того же года Священный синод решил открыть монастырь. В 2019 году Казённая палата передана Ферапонтову монастырю во временное владение и пользование на 490 лет в соответствии с целями деятельности религиозной организации.

## Охранный статус
Монастырь является памятником истории и культуры федерального значения, а также единственным на территории Вологодской области памятником Всемирного наследия ЮНЕСКО. Музей фресок Дионисия является филиалом ФГБУК «Кирилло-Белозерский историко-архитектурный и художественный музей-заповедник» (КБИАХМЗ), на основании Указа Президента в 1997 году включённого в Государственный свод особо ценных объектов культурного наследия народов Российской Федерации.

## Известные деятели
- Ферапонт Белозерский — преподобный, основатель монастыря, игуменом был во втором основанном им монастыре — Ферапонтовом Лужецком Монастыре Рождества Богородицы около Можайска.
- Мартиниан Белозерский — преподобный, строитель, игумен монастыря, ученик Кирилла Белозерского.
- Иоасаф Оболенский — постриженник Ферапонтова монастыря, ученик преподобного Мартиниана, князь, архиепископ Ростовский.
- Кассиан Грек — постриженник Ферапонтова монастыря, князь Константин Мангупский.
- Галактион Белозерский — блаженный, юродивый — местночтимый святой.
- Дионисий — иконописец, расписавший стены и создавший иконостас собора Рождества Богородицы.
- Померанцев, Николай Николаевич — реставратор монастыря.

## Сиверский идол
В музее Ферапонтова монастыря находится Сиверский идол. Датируется IV—IX веками, высота — около 1 м. Найден в деревне Сиверово Суховерховского сельсовета Кирилловского района.